# جورج براون (صحفي)
جورج براون (بالإنجليزية: George Brown)‏ هو ناقد أدبي وصحفي أمريكي، ولد في 1931.